# Gran Premio Palio del Recioto 2007
Il Gran Premio Palio del Recioto 2007, quarantaseiesima edizione della corsa e valida come evento dell'UCI Europe Tour 2007 categoria 1.2U, si svolse il 10 aprile 2007 su un percorso di 149 km. Fu vinto dal croato Robert Kišerlovski che terminò la gara in 3h53'57", alla media di 38,213 km/h.

## Ordine d'arrivo (Top 10)
| Pos. | Corridore          | Squadra      | Tempo    |
| ---- | ------------------ | ------------ | -------- |
| 1    | Robert Kišerlovski | Adria Mobil  | 3h53'57" |
| 2    | Simon Clarke       | Australia    | a 46"    |
| 3    | Ermanno Capelli    | Unidelta     | s.t.     |
| 4    | Luca Zanderigo     | Filmop       | a 1'00"  |
| 5    | Alessandro Bisolti | Palazzago    | s.t.     |
| 6    | Andrej Zejc        | Kazakistan   | s.t.     |
| 7    | Simone Ponzi       | Zalf-Désirée | a 1'46"  |
| 8    | Salvatore Mancuso  | Unidelta     | s.t.     |
| 9    | Cesare Benedetti   | Gavardo      | s.t.     |
| 10   | Anton Rešetnikov   | Russia       | s.t.     |